# Ecuadoraans voetbalelftal in 2015
Het Ecuadoraans voetbalelftal speelde in totaal twaalf officiële interlands in het jaar 2015, waaronder drie duels tijdens de strijd om de Copa América in Chili. De ploeg stond onder leiding van de begin 2015 aangestelde bondscoach Gustavo Quinteros. Op de in 1993 geïntroduceerde FIFA-wereldranglijst steeg Ecuador in 2015 van de 26ste (januari 2015) naar de 13de plaats (december 2015).

## Balans
| Wedstrijden | Wedstrijden | Wedstrijden | Wedstrijden | Doelpunten | Doelpunten | Doelpunten | Punten |
| Gespeeld    | Winst       | Gelijk      | Verlies     | Voor       | Tegen      | Saldo      | Punten |
| ----------- | ----------- | ----------- | ----------- | ---------- | ---------- | ---------- | ------ |
| 12          | 7           | 1           | 4           | 21         | 12         | +9         | 1.250  |

## Interlands
|                                                     |                      |       |         |                                                                                            |
| 28 maart Vriendschappelijk № 475 «onderlinge duels» | Mexico               | 1 – 0 | Ecuador | Memorial Coliseum, Los Angeles Toeschouwers: 90.000 Scheidsrechter: Christopher Reid (BIZ) |
| 28 maart Vriendschappelijk № 475 «onderlinge duels» | Javier Hernández 14' |       |         | Memorial Coliseum, Los Angeles Toeschouwers: 90.000 Scheidsrechter: Christopher Reid (BIZ) |

|                                                     |                                  |       |                    |                                                                                             |
| 31 maart Vriendschappelijk № 476 «onderlinge duels» | Argentinië                       | 2 – 1 | Ecuador            | MetLife Stadium, East Rutherford Toeschouwers: 48.000 Scheidsrechter: Silviu Petrescu (CAN) |
| 31 maart Vriendschappelijk № 476 «onderlinge duels» | Kun Agüero 8' Javier Pastore 58' |       | 24' Miller Bolaños | MetLife Stadium, East Rutherford Toeschouwers: 48.000 Scheidsrechter: Silviu Petrescu (CAN) |

|                                                   |                         |       |                    |                                                                                                  |
| 3 juni Vriendschappelijk № 477 «onderlinge duels» | Panama                  | 1 – 1 | Ecuador            | Estadio Rommel Fernández, Panama-Stad Toeschouwers: 10.000 Scheidsrechter: Paul Delgadillo (MEX) |
| 3 juni Vriendschappelijk № 477 «onderlinge duels» | Román Torres 64' (pen.) |       | 50' Fidel Martínez | Estadio Rommel Fernández, Panama-Stad Toeschouwers: 10.000 Scheidsrechter: Paul Delgadillo (MEX) |

|                                                   |                                                                                |       |        |                                                                                                 |
| 6 juni Vriendschappelijk № 478 «onderlinge duels» | Ecuador                                                                        | 4 – 0 | Panama | Estadio Reales Tamarindos, Portoviejo Toeschouwers: 18.000 Scheidsrechter: Henry Gambetta (PER) |
| 6 juni Vriendschappelijk № 478 «onderlinge duels» | Miller Bolaños 27' Fidel Martínez 32' Fidel Martínez 41' Jefferson Montero 53' |       |        | Estadio Reales Tamarindos, Portoviejo Toeschouwers: 18.000 Scheidsrechter: Henry Gambetta (PER) |

| Copa América 2015 |
| ----------------- |

|                                                                 |                                            |       |         |                                                                                     |
| 11 juni Copa América Groep A № 479 «onderlinge duels» 20:30 uur | Chili                                      | 2 – 0 | Ecuador | Estadio Nacional, Santiago Toeschouwers: 46.000 Scheidsrechter: Néstor Pitana (ARG) |
| 11 juni Copa América Groep A № 479 «onderlinge duels» 20:30 uur | Arturo Vidal 67' (pen.) Eduardo Vargas 84' |       |         | Estadio Nacional, Santiago Toeschouwers: 46.000 Scheidsrechter: Néstor Pitana (ARG) |

|                                                                 |                                             |       |                                                                                |                                                                                                   |
| 15 juni Copa América Groep A № 480 «onderlinge duels» 18:00 uur | Ecuador                                     | 2 – 3 | Bolivia                                                                        | Estadio Elías Figueroa Brander, Valparaíso Toeschouwers: 5.982 Scheidsrechter: Joel Aguilar (SLV) |
| 15 juni Copa América Groep A № 480 «onderlinge duels» 18:00 uur | Enner Valencia 48' (pen.) Miler Bolaños 81' |       | 5' Ronald Raldes 17' Martin Smedberg-Dolance 43' (pen.) Marcelo Martins Moreno | Estadio Elías Figueroa Brander, Valparaíso Toeschouwers: 5.982 Scheidsrechter: Joel Aguilar (SLV) |

|                                                                 |                         |       |                                      |                                                                                      |
| 19 juni Copa América Groep A № 481 «onderlinge duels» 18:00 uur | Mexico                  | 1 – 2 | Ecuador                              | Estadio El Teniente, Rancagua Toeschouwers: 11.051 Scheidsrechter: José Argote (VEN) |
| 19 juni Copa América Groep A № 481 «onderlinge duels» 18:00 uur | Raúl Jiménez 63' (pen.) |       | 25' Miler Bolaños 57' Enner Valencia | Estadio El Teniente, Rancagua Toeschouwers: 11.051 Scheidsrechter: José Argote (VEN) |

|  |  |  |  |  |  |  |  |  |

|                                                        |                                              |       |          |                                                                                           |
| 8 september Vriendschappelijk № 482 «onderlinge duels» | Ecuador                                      | 2 – 0 | Honduras | Estadio Olimpico Atahualpa, Quito Toeschouwers: 10.000 Scheidsrechter: Ímer Machado (COL) |
| 8 september Vriendschappelijk № 482 «onderlinge duels» | David Velásquez 12' (e.d.) Miler Bolaños 34' |       |          | Estadio Olimpico Atahualpa, Quito Toeschouwers: 10.000 Scheidsrechter: Ímer Machado (COL) |

|                                                                   |            |                                       |         | |
| 8 oktober Kwalificatie WK 2018 № 483 «onderlinge duels» 21:00 uur | Argentinië | 0 – 2                                 | Ecuador | Estadio Monumental Antonio Vespucio Liberti, Núñez Toeschouwers: 35.000 Scheidsrechter: Julio Bascuñán (CHI) |
| 8 oktober Kwalificatie WK 2018 № 483 «onderlinge duels» 21:00 uur |            | 81' Frickson Erazo 82' Felipe Caicedo |         | Estadio Monumental Antonio Vespucio Liberti, Núñez Toeschouwers: 35.000 Scheidsrechter: Julio Bascuñán (CHI) |

|                                                                    |                                               |       |         |                                                                                           |
| 13 oktober Kwalificatie WK 2018 № 484 «onderlinge duels» 16:00 uur | Ecuador                                       | 2 – 0 | Bolivia | Estadio Olímpico Atahualpa, Quito Toeschouwers: 35.000 Scheidsrechter: Sandro Ricci (BRA) |
| 13 oktober Kwalificatie WK 2018 № 484 «onderlinge duels» 16:00 uur | Miler Bolaños 81' Felipe Caicedo 90+5' (pen.) |       |         | Estadio Olímpico Atahualpa, Quito Toeschouwers: 35.000 Scheidsrechter: Sandro Ricci (BRA) |

|                                                                     |                                       |       |                    |                                                                                              |
| 12 november Kwalificatie WK 2018 № 485 «onderlinge duels» 16:00 uur | Ecuador                               | 2 – 1 | Uruguay            | Estadio Olímpico Atahualpa, Quito Toeschouwers: 33.000 Scheidsrechter: Ricardo Marques (BRA) |
| 12 november Kwalificatie WK 2018 № 485 «onderlinge duels» 16:00 uur | Felipe Caicedo 23' Fidel Martínez 59' |       | 49' Edinson Cavani | Estadio Olímpico Atahualpa, Quito Toeschouwers: 33.000 Scheidsrechter: Ricardo Marques (BRA) |

|                                                                     |                    |       |                                                             |                                                                                                |
| 17 november Kwalificatie WK 2018 № 486 «onderlinge duels» 16:30 uur | Venezuela          | 1 – 3 | Ecuador                                                     | Polideportivo Cachamay, Ciudad Guayana Toeschouwers: 36.000 Scheidsrechter: Guery Vargas (BOL) |
| 17 november Kwalificatie WK 2018 № 486 «onderlinge duels» 16:30 uur | Josef Martínez 84' |       | 15' Fidel Martínez 23' Jefferson Montero 60' Felipe Caicedo | Polideportivo Cachamay, Ciudad Guayana Toeschouwers: 36.000 Scheidsrechter: Guery Vargas (BOL) |

## FIFA-wereldranglijst
| JAN | FEB | MAR | APR | MEI | JUN | JUL | AUG | SEP | OKT | NOV | DEC |
| --- | --- | --- | --- | --- | --- | --- | --- | --- | --- | --- | --- |
| 26  | 29  | 29  | 34  | 34  | 31  | 35  | 36  | 34  | 31  | 21  | 13  |

## Statistieken
| Alexander Domínguez   | 1987-06-05 | LDU Quito               | 11 | 0 | 0 | 34  | 0 |
| Esteban Dreer         | 1981-11-11 | Club Sport Emelec       | 1  | 0 | 0 | 1   | 0 |
| Verdediging           |            |                         |    |   |   |     |   |
| Juan Carlos Paredes   | 1987-07-08 | Watford                 | 12 | 0 | 0 | 57  | 0 |
| Frickson Erazo        | 1988-05-05 | Grêmio                  | 10 | 1 | 1 | 55  | 2 |
| Gabriel Achilier      | 1985-03-24 | Club Sport Emelec       | 9  | 0 | 0 | 35  | 0 |
| Arturo Mina           | 1990-10-08 | Independiente del Valle | 4  | 2 | 0 |     |   |
| Óscar Bagüí           | 1982-12-10 | Club Sport Emelec       | 1  | 2 | 0 |     |   |
| Jorge Guagua          | 1981-09-28 | Club Sport Emelec       | 1  | 0 | 0 | 62  | 2 |
| John Narváez          | 1991-06-12 | Club Sport Emelec       | 0  | 1 | 0 | 1   | 0 |
| Mario Pineida         | 1992-07-06 | Independiente del Valle | 0  | 1 | 0 |     |   |
| Middenveld            |            |                         |    |   |   |     |   |
| Miller Bolaños        | 1990-06-01 | Club Sport Emelec       | 12 | 0 | 6 | 12  | 6 |
| Christian Noboa       | 1985-04-09 | FK Rostov               | 11 | 1 | 0 | 61  | 3 |
| Walter Ayoví          | 1979-08-11 | CF Monterrey            | 11 | 0 | 0 | 108 | 8 |
| Fidel Martínez        | 1990-02-15 | Pumas UNAM              | 7  | 5 | 5 |     |   |
| Pedro Quiñónez        | 1986-03-04 | Club Sport Emelec       | 6  | 1 | 0 |     |   |
| Osbaldo Lastra        | 1985-06-12 | Club Sport Emelec       | 6  | 0 | 0 | 6   | 0 |
| Luis Antonio Valencia | 1985-08-04 | Manchester United       | 4  | 0 | 0 | 78  | 8 |
| Renato Ibarra         | 1991-01-20 | Vitesse                 | 2  | 3 | 0 | 27  | 0 |
| Segundo Castillo      | 1982-05-15 | Dorados de Sinaloa      | 1  | 2 | 0 |     |   |
| Juan Cazares          | 1992-04-03 | CA Banfield             | 0  | 8 | 0 |     |   |
| Carlos Gruezo         | 1995-04-19 | VfB Stuttgart           | 0  | 2 | 0 |     |   |
| Alex Bolaños          | 1985-01-22 | SD Aucas                | 0  | 1 | 0 |     |   |
| Aanval                |            |                         |    |   |   |     |   |
| Jefferson Montero     | 1989-09-01 | Swansea City            | 9  | 1 | 2 |     |   |
| Felipe Caicedo        | 1988-09-05 | RCD Espanyol            | 6  | 0 | 4 |     |   |
| Enner Valencia        | 1989-11-04 | West Ham United         | 4  | 1 | 2 |     |   |
| Ángel Mena            | 1988-01-21 | Club Sport Emelec       | 1  | 3 | 0 | 4   | 0 |
| Jaime Ayoví           | 1988-02-21 | CD Godoy Cruz           | 1  | 2 | 0 |     |   |
| Jonathan González     | 1995-07-03 | Club León               | 1  | 1 | 0 | 4   | 0 |
| Michael Arroyo        | 1987-04-23 | Club América            | 1  | 0 | 0 | 23  | 3 |
| Daniel Angulo         | 1986-11-16 | Independiente Santa Fe  | 0  | 2 | 0 |     |   |
| Joao Rojas            | 1989-06-14 | Cruz Azul               | 0  | 1 | 0 | 34  | 2 |